# Tom Hofwander
Tom Åke “Internal Dread” Hofwander, född 1 juli 1954, död 13 augusti 2012, var en svensk reggaemusiker, konsertarrangör och ljudtekniker. Han byggde och jobbade i Rub A Dub-studion på Södermalm i Stockholm. Där skapade han också skivbolaget Rub A Dub.
Hofwander avled sedan han fallit ut ur en turnébuss under färd på en motorväg i Danmark.